# Тарковский, Нух-Бек
Князь Нух-бек Ханович Тарковский (кум. Таргъулу Нугьбий Ханны уланы ) (15 мая 1878, Кумторкала, Дагестанская область — 19 января 1951, Лозанна) — представитель кумыкского и российского княжеского рода Тарковских (старшей ветви монархической династии Шамхалов Тарковских). Участник Первой мировой войны, георгиевский кавалер. В 1917 году — подполковник, командир I-го Дагестанского полка. Военный диктатор Дагестана (сентябрь-октябрь 1918 года), военный министр Горского правительства. После занятия Дагестана армией Деникина, перешел на сторону ВСЮР, находился в распоряжении генерала Драценко. В 1920 году эмигрировал в Персию, скончался в Швейцарии. По национальности кумык.

## Биография
По национальности кумык.
Нух-бек Тарковский родился 15 мая 1878 году в селении Кум-Тор-Кала Темир-Хан-Шуринского округа Дагестанской области. 
Фактическое опекунство над ним осуществлял полковник О. К. Коркмасов, в доме которого он жил и воспитывался. Учебу начал в реальном училище в Темир-Хан-Шуре. В 1889 году был отправлен в Симбирский кадетский корпус, который успешно окончил в 1897 году.
31 августа 1897 года поступил юнкером рядового звания в Николаевское кавалерийское училище в Петербурге. 20 июня 1899 года произведён в унтер-офицеры. 8 августа по окончании училища по 1-му разряду произведён в корнеты с распределением в Осетинский конный дивизион в составе Кавказской кавалерийской дивизии. Затем был переведён в Дагестанский конный полк 3-й Кавказской казачьей дивизии. 1 июня 1903 года, Высочайшим приказом, Нух-бек Тарковский производится в поручики. В 1905 году удостоен ордена Св. Станислава III степени, 6 декабря произведён в штабс-ротмистры, 6 декабря 1908 года награждён орденом Св. Анны III ст. 19 ноября 1910 года произведён в ротмистры (старшинство с 8 августа 1910 года). 6 декабря 1911 года удостоен очередной награды — ордена Св. Станислава II ст.. Награждён орденом Св. Анны 2-й ст. в 1913 году.

## В Первую мировую войну
25 ноября 1914 года Нух-Бек Тарковский был назначен командиром запасной сотни 2-го Дагестанского конного полка, с 1 декабря 1914 года на Юго-Западном фронте, участвует в боях. В апреле 1915 года утверждён в княжеском звании, в том же году представлен к ордену Св. Анны IV степени, с надписью за храбрость. 25 июля 1915 года Нух-Бек Тарковский награждается орденом Св. Владимира IV степени.
За личный подвиг при взятии деревни Доброполе, командующий Кавказской туземной конной дивизии, генерал-майор Д. П. Багратион ходатайствовал о награждении ротмистра Н.-Б. Тарковского Золотым оружием. 18 ноября 1915 года произведён в подполковники.
В октябре 1916 года подполковник Н.-Б. Тарковский был командирован на Кавказ, для организации пополнения. В 1917 — 18 годах Н.-Б. Тарковский в звании подполковника командовал Дагестанским конным полком Кавказской туземной конной дивизии («Дикой дивизии»).

## В годы Революции и Гражданской войны
22 марта 1917 года в Темир-Хан-Шуре Нух-Бек Тарковский был избран в состав Временного областного исполкома «Большого собрания» под председательством Зубаира Темирханова. В апреле Тарковский был избран делегатом на созываемый Временный ЦК Союза Горцев во Владикавказе. Вошёл в ЦК Союза Горцев, в качестве председателя дагестанской секции с местонахождением в Темир-Хан-Шуре, и в качестве такового работал в составе Временного Областного Исполкома, главой которого с августа 1917 года был избран председатель Областного Земельного Комитета Д. Коркмасов, лидер социалистической фракции.

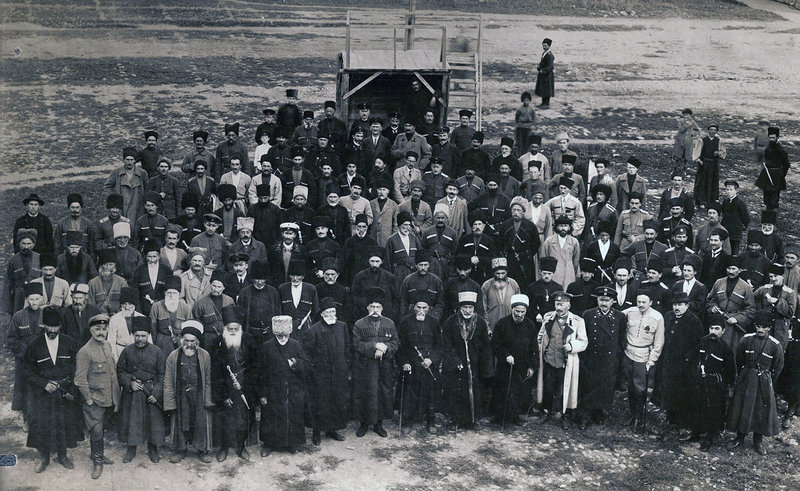
II съезд Союза горцев Северного Кавказа. Сентябрь 1917 года. Владикавказ. В третьем ряду, четвёртый слева, стоит Тарковский

В конце 1917 года Тарковский вместе со своим полком вернувшимся с фронта обосновался в селении Кумтор-Кала и занял станцию Шамхал, поджидая прохода надежных частей, идущих домой с Кавказского фронта, чтобы уговорить их присоединиться к нему и попросить у них помощи боеприпасами. Затем, в марте 1918 года, его формирования заняли город Петровск. Но затем к Петровску подошли корабли Центрокаспия, обстреляли его, высадили десант, состоявший из частей, покинувших Кавказский фронт и поддерживавших Бакинский совет рабочих и солдатских депутатов. Войска Тарковского были вынуждены отойти в горы, а затем, не имея поддержки, покинули и Темир-Хан-Шуру. В марте 1918 года, по подписанию Брест-Литовского договора, туркам, требовавшим от советского правительства протекторат над Северным Кавказом и Дагестаном было отказано, ценой уступки им Батума и Карса. Дагестанская Область оставалась под юрисдикцией РСФСР. В апреле 1918 года, после 2-го съезда Терских народов (Пятигорск, 26 февраля — 5 марта 1918 года), в Дагестане была установлена советская форма правления — Областной ВРК во главе с Д. Коркмасовым. В июле 1918 года ВРК трансформировался в Областной Исполком. Главой правительства (Обл. Исполком) и одновременно Шуринского Совета (столичного Совета) был избран Д. Коркмасов. Подавляющее число этого кабинета составили члены «Социалистической группы». Находясь с сложных условиях, обострявшихся отсутствием железнодорожного сообщения, Областное правительство приступило к работе и за короткое время успело: восстановить деятельность ряда предприятий, восстановить морское гражданское сообщение, провести целый ряд законов, включая закон об отделении церкви от государства и др.

### На стороне генерала Бичерахова
В августе 1918 года, Дагестан был освобождён от большевиков частями войскового старшины Л.Ф.Бичерахова, опиравшегося на поддержку англичан. После упорных боев с силами Областного Исполкома ему удалось занять всю прибрежную часть Дагестана и овладеть городом Порт-Петровском. Нух-Бек Тарковский в этих событиях активного участия не принимал. В двадцатых числах сентября 1918 года, просоветские власти в Шуре, отрезанные от центра, и не имея достаточных сил к дальнейшему военному противостоянию, с одной стороны Бичерахову, с другой стороны, надвигавшимся с юга туркам (якобы союзных РСФСР), действия которых, однако, носили сомнительный характер, покинули город. В этих условиях, до подхода главных сил турецкого корпуса, Тарковский вступает в союз с Бичераховым, получившим чин генерал-майора от Уфимской Директории с назначением командующим войсками Прикаспийской области. Сомневаясь в искренности Тарковского, Бичерахов все же задействует его в своих интересах, и, ссудив ему огромную сумму, требует содействия во влиянии на турок, передовые отряды которых уже заняли Баку и вторглись в Дагестан в районе Кази-Кумуха.
После этого Тарковскому удалось добиться отвода турецких сил в сторону Гуниба. В условиях установившегося безвластия в горном Дагестане, Тарковский с 21 сентября 1918 года берет на себя диктаторские полномочия и исполняет их до занятия турецкими войсками Порт-Петровска и Темир-Хан-Шуры и эвакуации войск Лазаря Бичерахова морем в Баку в ноябре, после чего власть в Дагестане переходит к прибывшему с турками Горскому правительству Тапа Чермоева. На возмущение этими действиями Москвы и ноты наркома иностранных дел Чичерина, турки отвечали, что их действия были направлены исключительно против Бичерахова и Антанты, однако фактически турки стремились оккупировать весь Дагестан.

### На стороне Горского правительства
После поражения и эвакуации Кавказской Армии Бичерахова, в дагестанской области установилась власть «призрачного» Горского правительства, посаженного турками и полностью подотчетного им в экономическом, финансовом и военном отношении. Военным министром этого правительства был назначен Нух-Бек Тарковский с присвоением ему (турецким командованием) звания полковник.
В начале ноября Первая Мировая война завершилась поражением Турции и Германии. Согласно принятым условиям, турки покинули Дагестан и Кавказ. Осиротевшее Горское правительство, которое с декабря 1918 до начала мая 1919 года возглавлялось П. Коцевым, бросилось в объятие своего недавнего врага Антанты. До апреля 1919 года Тарковский оставался в этом правительстве военным министром (некоторое время исполнял обязанности председателя Совета Министров). Когда войска ВСЮР двинулись на Северный Кавказ и приближались к Дагестану, Тарковский слал Деникину и Варнгелю телеграммы угрожающего содержания, требуя невмешательства белых войск в самостоятельность Горской республики.

### На стороне генерала Деникина
Однако уже в апреле 1919 года Нух-Бек Тарковский, войдя в контакты с ВСЮР, войска которого стояли на подступах к Дагестанской Области (в районе Хасав-Юрта), покинул не признававшееся Деникиным Горское правительство, где числился военным министром, и перешел на сторону Белой армии. По заданию генерала Драценко, Нух-Бек Тарковский уговорил генерала Халилова, принявшего от Коцева портфель председателя Горского Правительства, под обещанную белыми «автономию края» принять сторону белых и сложить оружие, на что Халилов в результате согласился.
23 мая 1919 года горский парламент был распущен. Часть его была арестована, остальные бежали в Тифлис, где восстановили деятельность Союзного Меджлиса, вскоре передавшего всю полноту власти Совету Обороны Северного Кавказа и Дагестана, где к тому времени вспыхнуло антиденикинское восстание.
Восстание в Дагестане вынудило Деникина перекинуть туда крупные силы с московского направления.
В марте 1920 года войска ВСЮР в Дагестане были (до появления здесь главных сил Красной Армии) полностью разгромлены. Сформировано Национальное правительство во главе с Д. Коркмасовым.
Белые эвакуировались из Дагестана на кораблях из Петровска. Перед побегом облили морской причал керосином и подожгли. Разбушевавшийся огонь грозил перекинуться на составы с вагонами, груженных взрывчатыми веществами и нефтеналивные емкости, что неминуемо грозило городу катастрофой.

## В эмиграции
Вместе с белыми в Персию (Энзели) эвакуировался и полковник Нух-Бек Тарковский. До конца 1920-х годов он проживал в Тегеране, состоял гражданским чиновником на железной дороге. Сведения о его службе в Шахском конвое — не более чем выдумка мемуариста Кузнецова. Во главе Шахского конвоя с дореволюционных времен стоял любимец Шаха — полковник Старосельский. В составе этого конвоя Тарковский вообще не значится. Более того, по требованию англичан из состава этого конвоя в 1920 года были удалены все ранее служившие в нем русские офицеры. Позже (опять же по информации мемуариста Кузнецова, правда, оговорившего, что не претендует на точность сведений) Нух-Бек Тарковский с семьей переехал в Швейцарию, где в 1951 году он, якобы, и умер. Однако, предпринятыми мерами захоронение его остается не установленным. Это накладывает отпечаток на вопрос о достоверности сведений Кузнецова о смерти Нух-Бек Тарковского в Швейцарии. Тем более, что меры аналогичного характера предпринимавшиеся в отношении других дагестанцев, умерших в разных частях Европы, благодаря сведениям местных властей, дали абсолютно достоверные данные о их захоронениях. По Тарковскому (несмотря на то, что в эмигрантской прессе, в «Часовом», появился тогда некролог) такие сведения по Швейцарии отсутствуют.

## Награды
- Орден Святого Георгия 4-й степени
- Орден Святого Станислава 3-й степени (1905), мечи и бант к нему (1915)
- Орден Святой Анны 3-й степени (1908)
- Орден Святого Станислава 2-й степени с мечами (1911)
- Орден Святой Анны 2-й степени (1913)
- Орден Святого Владимира 4-й степени с мечами и бантом (1915)
- Орден Святой Анны 4-й степени с надписью «За храбрость» (1915)
- Награждён Золотым оружием «За храбрость» (1915) по хайдотайству Д. П. Багратиона[6]